# Орлов, Григорий Никитич (обер-гофмаршал)
Григорий Никитич Орлов (1728—1803) — русский придворный, обер-гофмаршал из рода Орловых. При Екатерине II занимал должность президента Придворной конторы.

## Биография
Своим возвышением обязан «случаю» двоюродных братьев — знаменитых братьев Орловых. Сын Никиты Ивановича Орлова, чей брат Григорий Иванович был отцом графа Григория Орлова — фаворита Екатерины II. Родная сестра Анисия Никитична вышла замуж за сенатора С. Ф. Протасова; это семейство также занимало видное место при дворе Екатерины.
В службе c 1742 года. Образование получил в Сухопутном шляхетском кадетском корпусе (записан в корпус 8 марта 1743 года). На 1763 год служил при дворе в должности унтер-шталмейстера; 1 апреля этого года пожалован в полковники с тем, что никуда не определять без особого именного указа. В 1766 году пожалован в действительные камергеры, а вскоре затем назначен «в должность» (то есть исправляющим должность) гофмаршала; 21 апреля 1773 года пожалован в гофмаршалы.
После увольнения в августе 1775 года от всех должностей обер-гофмаршала князя Н. М. Голицына должность обер-гофмаршала и президента Придворной конторы осталась вакантной; Орлов первоначально был назначен «в должность» обер-гофмаршала, а 28 июня 1782 года был пожалован в обер-гофмаршалы и президенты Придворной конторы, занимая эту должность почти до самого конца правления Екатерины II. За свою службу Орлов был награждён орденами Святой Анны и Святого Александра Невского (18 января 1777 года).
Григорий Никитич Орлов, наряду со своей племянницей фрейлиной А. С. Протасовой, был одним из немногих знатных лиц, которые явились в 1781 году на похороны в Александро-Невской лавре Екатерины Орловой (супруги его двоюродного брата, графа Г. Г. Орлова).
Орлов был всемилостивейше уволен от всех дел с производством по смерть получаемого им жалования Высочайшим указом от 30 января 1796 года, и в должности обер-гофмаршала и президента Придворной конторы его сменил бывший ранее гофмаршалом Ф. С. Барятинский. Несмотря на увольнение от придворной службы, новый император Павел I в день своей коронации 5 апреля 1797 года наградил Григория Никитича высшей наградой Российской империи — орденом Святого Андрея Первозванного.
Григорий Никитич Орлов скончался в 5 часов утра 23 марта (4 апреля) 1803 года в возрасте 75 лет 1 месяца и 28 дней и был похоронен в Донском монастыре под папертью собора (с пышной эпитафией на несохранившемся надгробии). Известность получил отзыв о Г. Н. Орлове, содержащийся в книге Г. фон Гельбига «Русские избранники»:

Орлов, родственник этих пяти братьев, был благодаря своим родственникам вытянут из грязи, поскольку во время революции 1762 года исполнял неважные поручения и присутствовал при умерщвлении Петра III.
Он не был возведен в графское достоинство, но мало-помалу получил богатства и значительные места при дворе. В 1795 году он вышел в отставку, но жил ещё в конце XVIII столетия. Он был обер-гофмаршал, действительный камергер и кавалер орденов Св. Александра Невского и Св. Анны. Этот Орлов не получил никакого образования и был так невежествен, что говорил только по-русски

Исследователи отмечают, что данная характеристика противоречит документальным фактам, поскольку Г. Н. Орлов получил образование в Сухопутном шляхетском кадетском корпусе и в частности, специально изучал там французский язык; предполагается, что данные об образовании Г. Н. Орлова в корпусе Гельбиг приписал Г. Г. Орлову, в нём на самом деле не обучавшемуся, что могло быть умышленной фальсификацией.